# イース セルセタの樹海
『イース セルセタの樹海』（イース セルセタのじゅかい、英: Ys Foliage Ocean in Celceta）は、日本ファルコムが開発し2012年9月27日に発売されたアクションRPG。
HDリマスター、60FPS、高音質化した『イース セルセタの樹海：改』がPlayStation 4用ソフトとして2019年5月16日発売。2025年5月22日には新規アレンジBGM&BGM切り替え機能を追加した『イース・メモワール -セルセタの樹海-』がNintendo Switch用ソフトとして発売予定。

## 概要
同社のアクションロールプレイングゲーム（ARPG）シリーズ〈イースシリーズ〉本編の中で、唯一自社開発のなかった第4作『イースIV』の自社制作版に当たる。日本ファルコムのPS Vita参入作品として、2012年9月27日に発売。
〈イースシリーズ〉本編は「主人公アドル＝クリスティンの冒険日誌を原典としている」というメタフィクション設定があり、本作の副題となっている「セルセタの樹海」もその中の一冊のタイトルとなっている。冒険日誌『セルセタの樹海』はアドルが10代の時に体験した2度目となる大きな冒険を綴った冒険日誌とされている。
同書を原典と設定したゲームとしては、本作以前に『イースIV MASK OF THE SUN』（1993年、トンキンハウス）・『イースIV The Dawn of Ys』（1993年、ハドソン）・『イースIV MASK OF THE SUN -a new theory-』（2005年、タイトー）の3作が発表されている。ただしいずれもファルコムの原案をライセンシー各社が開発した物であり、本作『イース セルセタの樹海』が初めてファルコムが自社開発を行う作品となる。このためファルコムでは本作を完全新作として開発しており、アドルが記憶喪失になっているなどのこれまでの作品にはなかった新たな設定が設けられている。
ゲームシステムとしては、『イースSEVEN』のパーティーシステムを継承しつつ、PS Vitaならではの機能を利用した新システムなどを採用している。

## 舞台
本作の舞台であるセルセタはエレシア大陸の西部に位置しており、これは地中海地域の物に類似した架空の地図において、現実のスペインに相当するあたりとなっている。

## 発表経緯
- 2011年9月15日 - 東京ゲームショウ2011においてファルコムのPS Vita参入作品として発表される[1]。
- 2012年6月21日 - 発売日を2012年9月27日と発表。公式サイトオープン。当日は、イース生誕25周年の節目の日でもあった。

### ゲームシステム
基本的にはイースVIIのものを踏襲している。

#### パーソナルアクション
キャラ固有で持つ特殊アクション。攻略ではメンバーのアクションが必須となる。
詳細については後述。

## あらすじ
ゴールドラッシュに沸いているロムン帝国の辺境の街「キャスナン」で、主人公のアドル・クリスティンは疲労困憊となって街をひとり彷徨い、目を覚ますと記憶を失っていた。数週間前に出会ったという情報屋のデュレンによると、地元の人間も滅多に踏み込むことのない『セルセタの樹海』へとアドルは旅立ち、その後消息不明になっていたという。
ひとたび入ると方向感覚を失い、凶悪な魔獣が数多く生息している『セルセタの樹海』で、いったい何が起こって自分は一切の記憶を失ってしまったのか？　新しく街を治めることになった女総督グリセルダから「樹海の地図」の作成を依頼されたことも手伝い、ことの真相を確かめるため、アドルはデュレンと共に、再び樹海へと挑む決意をするのだった。

## 登場人物

### パーティーキャラクター
アドル・クリスティン
声 - 梶裕貴
本作の主人公。18歳。後の世に百余冊に及ぶ冒険日誌を遺した稀代の冒険家。冒険当初は記憶を失っており、記憶を探す傍ら、樹海の地図を作成する旅に出る。
これまでの姿とは打って変わってカジュアルな軽装姿となっている。また、直接は喋らないが、イベントの端々で選択肢が登場し、意思の明確さが伝わりやすくなった。
パーソナルアクションは記憶への接触。失った自分、または相手の記憶を垣間見ることが出来る。閲覧後はステータスが上昇し、パーティの状態が全快する。攻略には必須ではない。
カーナ
声 - 石原夏織
18歳。樹上集落コモドで暮らす、あけっぴろげで快活な少女。
パーソナルアクションはナイフ投げ。これにより空中にぶら下がったものを地上に落とし、道筋を生み出す。
デュレン
声 - 平田広明
23歳。キャスナンの情報屋であり、なりゆきでアドルと行動をともにする。
パーソナルアクションは鍵開け。鍵のかかった宝箱を開け、重要なアイテムを収集する。
カンリリカ
声 - 小倉唯
14歳。ハイランドに住む、エルディールの世話役である『使徒』の有力候補の少女。
パーソナルアクションは持っている武器による魔導器への充電。これによりダンジョンに様々な効果をもたらす。
オズマ
声 - 浪川大輔
20歳。セルレイにて若年ながらも村のリーダーを務める。スパーダという聖獣を使い、漁に自らも出ている。
パーソナルアクションは武器による壁の破壊。破壊できる壁には亀裂が入っている。壁だけでなく、オブジェクトも破壊可能。
フリーダ
声 - 甲斐田裕子
23歳。ダナンに住む女性。お姉さんぶっている言動が特徴。
パーソナルアクションは魔術による瘴気口の封鎖。

### サブキャラクター
リーザ
声 - 白鳥由里
16歳。高原の街ハイランドで暮らしている少女。
エルディール
声 - 田中秀幸
有翼人の一人。
レムノス
声 - 野島健児
18歳。カーナの双子の弟。
ニナ
声 - 鹿野優以
フリーダのパートナーである人造妖精。
グリゼルダ
声 - 金月真美（ドラマCD）、大空直美 （『イースVIII』）
29歳。ロムン帝国の総督であり、第四皇女でもある女性。アドルにセルセタの樹海の地図作成の依頼をする。『イースVIII』（32歳【3年後】）には24人目で登場している。
レオ
声 - 阪脩
セルセタに駐留するロムン軍隊の団長。傲岸不遜だがどこか憎めない性格。『イースIX』にて2年前にエルトリンゲン戦役に参戦し、ロムン軍を率いてバルドゥークを攻め落としたことが示唆されている。
サンチョ
声 - 石川英郎
レオ配下セルセタ駐留軍兵士の一人で、金髪で細身の長身の体格が特徴。
パンサ
声 - 太田真一郎
レオ配下セルセタ駐留軍兵士の一人で、細目で小柄で太った体格が特徴。
グルーダ
声 - 寺島拓篤
バミー
声 - 日野由利加
ガディス
声 - 玄田哲章

## 評価
「週刊ファミ通」のクロスレビューでは9点、9点、9点、8点でプラチナ殿堂入り。
売上本数はメディアクリエイト調べによると発売から一週間でおよそ4万2千本で、週間ランキングは4位となっている。